# Talbach (Schwarzach)
Der Talbach  ist ein Bach in der Gemeinde St. Veit in Defereggen (Bezirk Lienz). Der Bach entspringt an der Südseite der Lasörlinggruppe und mündet südöstlich der Ortschaft Unteregg-Kurztal in die Schwarzach.

## Verlauf
Der Talbach entspringt an der Südostflanke des Donnersteins zwischen Donnerstein und Widerebnspitz, wobei er in der Österreichischen Karte als nur zeitweise wasserführend verzeichnet wurde. Das Einzugsgebiet des Talbachs liegt zwischen dem Frözbach im Westen und dem Durbach im Osten, wobei Ober- und Mittellauf in bewaldetem Gebiet liegen. Der Talbach fließt von seinem Quellgebiet in südlicher bis südsüdöstlicher Richtung talwärts und passiert im Mittellauf östlich die Siedlung Außeregg, wo er nach Osten abzweigt und vorbei an der Streusiedlung Unteregg-Kurztal die Verbindungsstraße zum westlich gelegenen Einzelhof Niege sowie zwei Mal die Sankt Veiter Straße unterquert. Der Talbach fließt zuletzt in offenem Gelände in südlicher Richtung kurz entlang der Sankt Veiter Straße, unterquert danach die Defereggentalstraße und mündet zum Schluss von links in die Schwarzach.